# Llywelyn
Llywelyn  è un nome proprio di persona gallese maschile.

## Varianti
- Maschili: Llywellyn[1], Llewellyn[1][2], Llewelyn[1][2]
  - Forme anglicizzate: Leolin[1][3], Leoline[3], Fluellen[4], Fluellin[4], Fluellyn[4]
  - Ipocoristici: Llew[1][2], Llelo[2], Lyn[2]
- Femminili: Llywela[2], Llewela[2], Llewella[1]
  - Forme anglicizzate: Lewella[1][2], Leoline[3], Leolina[3]

## Origine e diffusione
Si tratta di uno dei pochi nomi gallesi il cui uso non si è mai interrotto sin dal X secolo, che fu portato nel primo Medioevo da diversi principi e sovrani gallesi, uno su tutti Llywelyn il Grande. La sua etimologia è piuttosto dubbia: potrebbe essere composto da un primo elemento identificabile con llyw ("capo", "leader"), llew ("leone") o Lleu (un equivalente gallese del dio Lugh), combinato con elyn ("somiglianza", "apparenza", "sembianze"). Alternativamente, ma meno probabilmente, potrebbe essere una forma gallese del nome protoceltico Lugubelenus o Lugobelinus, che è un composto teoforico dei nomi degli dei Lugh e Belenus.
Il nome è stato anglicizzato in diverse forme, fra le quali Fluellen (usata da Shakespeare nell'Enrico V) e Leolin, usata sin dal XIII secolo, che potrebbe essere stata alterata per influenza del latino leo ("leone"); inoltre, Llywelyn veniva talvolta "adattato" in inglese utilizzando il nome Lewis.

## Onomastico
L'onomastico si può festeggiare il 15 gennaio in ricordo di san Llewellyn, monaco a Welshpool e Bardsey.

## Persone
- Llywelyn il Grande, re di Gwynedd

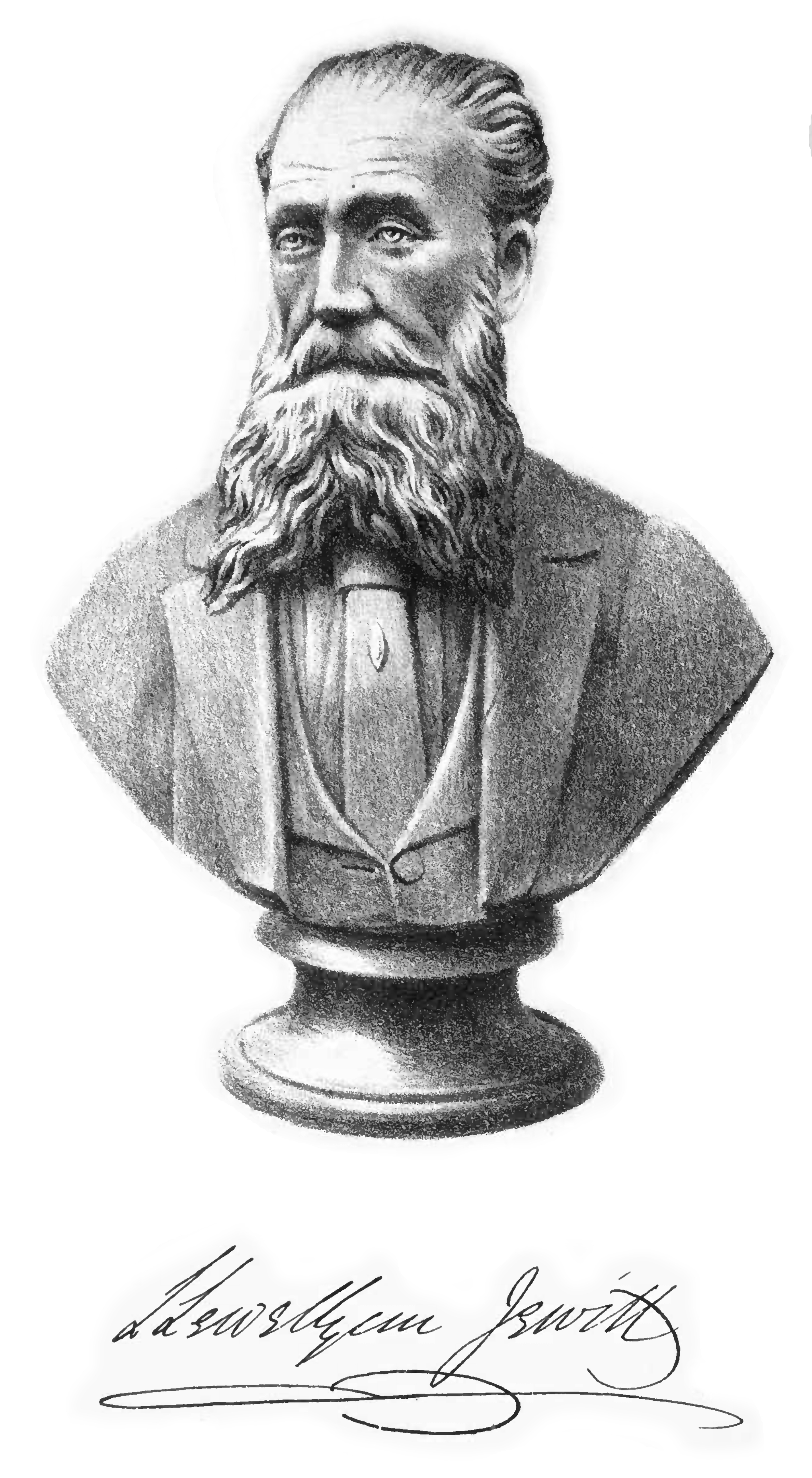
Llewellyn Jewitt

- Llywelyn Bren, rivoluzionario gallese
- Llywelyn Ein Llyw Olaf ap Gruffydd, re di Gwynedd
- Llywelyn ap Seisyll, re di Gwynedd e Deheubarth

### Variante Llewellyn
- Llewellyn Herbert, atleta sudafricano
- Hugh Llewellyn Glyn Hughes, medico e militare britannico
- Llewellyn Jewitt, illustratore, incisore e artista inglese
- Penvhyn Llewellyn Neville, calciatore gallese

### Altre varianti
- Llewelyn Lloyd, pittore italiano